# 一已村
一已村（日语：／ Ichiyan mura */?）是過去位於北海道空知支廳的一個村。已於1963年5月1日與深川町、納內村、音江村合併為深川市，過去的轄區位於現在深川市的西側區域。
名稱來自於阿伊努語的「ican」（鮭魚產卵的地方）。

## 歷史
- 1906年4月1日：一已村成為北海道二級村。[1]
- 1915年4月1日：多度志村（後被併入深川市）從一已村分割獨立設置為北海道二級村。
- 1920年6月1日：納內村從一已村分割獨立設置為北海道二級村。
- 1921年4月1日：一已村改為北海道一級村。
- 1963年5月1日：深川町、一已村、納內村和空知郡音江村合併為深川市。